# Bureau (Familie)
Die Familie Bureau war eine (anfangs) bürgerliche Beamtendynastie, die vor allem im Frankreich des 15. Jahrhunderts bedeutende Aufgaben wahrnahm. Das bedeutendste Familienmitglied war Jean Bureau, Sieger in der Schlacht von Castillon, der entscheidenden Schlacht des Hundertjährigen Krieges.
Zur Familie gehören vor allem:
1. Simon Bureau († 1438) ⚭ Helene;
  1. 1. Sohn
  2. Jean Bureau, † 5. Juli 1463, unter anderem 1436–1441 Steuereinnehmer von Paris, 1439–1463 Maître de l’artillerie, 1450–1452 Prévôt des marchands in Paris, 1451–1452 Bürgermeister von Bordeaux, 1461 geadelt
    1. Pierre Bureau, * 1421, † Juli 1456, Apostolischer Protonotar, Erzdiakon von Reims, 1447 Bischof von Orléans, 1451 Bischof von Béziers,
    2. Jean Bureau, † 2. Mai 1490 in Paris, Erzdiakon von Paris, 1457 Bischof von Béziers, Abt von Morigny
    3. Pierre Bureau, † 1492, 1463–1492 Trésorier de France pour l’Outre-Seine, 1464 Kapitän von Meaux und Beauté-sur-Marne
    4. Tochter; ⚭ Nicolas de La Balue, Bruder des Kardinals Jean de La Balue
    5. Tochter; ⚭ Geoffroy, Sohn von Jacques Cœur,

  3. Gaspard Bureau, † um 1470, seigneur de Villemomble, 1461 Kapitän des Louvre
  4. Hugues Bureau, † vor 1467, 1441 Steuereinnehmer von Paris
    1. 2 Söhne
    2. Jean Bureau, † nach 1500, 1492 Trésorier de France